# Anachalcos suturalis
Anachalcos suturalis là một loài bọ cánh cứng trong họ Bọ hung (Scarabaeidae).